# Werner von Alvensleben (Schlosshauptmann)

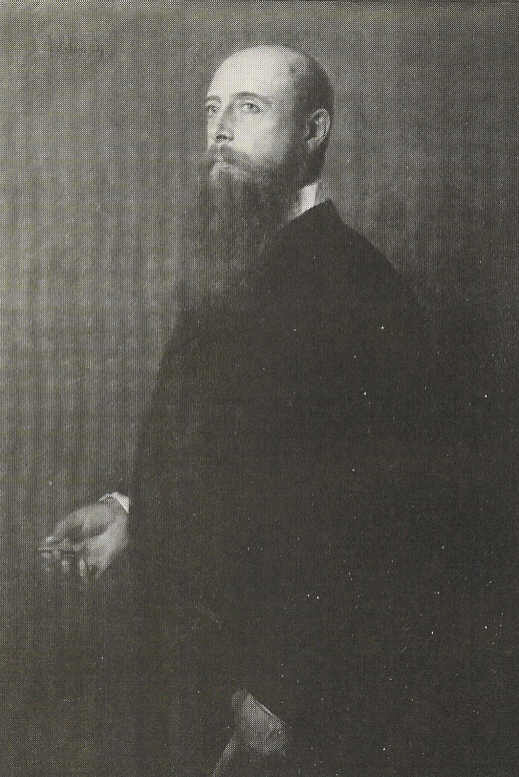
Werner Graf von Alvensleben

Werner Ludwig Alvo Graf von Alvensleben, familienintern auch Alvensleben-Neugattersleben, (* 20. Juli 1840 in Neugattersleben; † 19. Februar 1929 ebenda) war Besitzer des Fideikommiss Neugattersleben, preußischer Kammerherr und Schlosshauptmann von Quedlinburg.

## Familie
Werner von Alvensleben entstammte der niederdeutschen Adelsfamilie von Alvensleben. Er war der Sohn von Ludwig von Alvensleben (1805–1869) und Luise von Trotha aus dem Hause Schkopau (1811–1893) und seit dem 20. Juli 1871 verheiratet mit Anna von Veltheim (1853–1897) aus Ostrau. Aus der Ehe gingen fünf Söhne und zwei Töchter hervor, darunter der Kaufmann und Politiker Werner von Alvensleben (1875–1947), der kanadische Unternehmer Gustav Konstantin (Gustin) von Alvensleben (1879–1965) sowie sein Nachfolger in Neugattersleben und Präsident des Herrenklubs Bodo Graf von Alvensleben (1882–1961). Zwei weitere Söhne fielen im Ersten Weltkrieg. Die Witwe seines ältesten Sohnes Joachim (1872–1914) Armgard von Alvensleben, geb. von Knebel-Döberitz (1893–1970) wurde 1938 Äbtissin des Klosters Stift zum Heiligengrabe und nach dem Kriege Hauptgeschäftsführerin der Evangelischen Bahnhofsmission in Deutschland.

## Leben
Werner von Alvensleben besuchte das Gymnasium in Bernburg (Saale) und die Forstakademie in Tharandt, ging einige Jahre in den Heeresdienst und übernahm 1868 die Bewirtschaftung des väterlichen Gutes Neugattersleben zunächst als Pächter und nach dem Tode des Vaters als Eigentümer. Als solcher entfaltete er eine umfassende unternehmerische Tätigkeit auch außerhalb der Landwirtschaft. So übernahm er die vom Vater errichtete Zuckerfabrik, die er aber 1880 schloss, um sich an der Zuckerfabrik im benachbarten Hohenerxleben zu beteiligen. Er modernisierte den Abbau der Braunkohle in der Grube Luise-Hedwig, eröffnete ein Kalkwerk, bemühte sich – allerdings erfolglos – um die Erschließung von Kalivorkommen und vergrößerte die Wassermühle zur Elektrizitätsgewinnung. Es folgte 1910 die Errichtung einer Kartoffelflockenfabrik und 1916 einer Trocknungsanlage für Rübenblätter.
In Neugattersleben nahm er einen Um- und Erweiterungsbau des Schlosses vor und gestaltete den Park neu. Unter seinem Kirchenpatronat wurden die Kirchen in Löbnitz (1886) und Hohendorf (1887–1889) neu gebaut, außerdem ein Hospital.

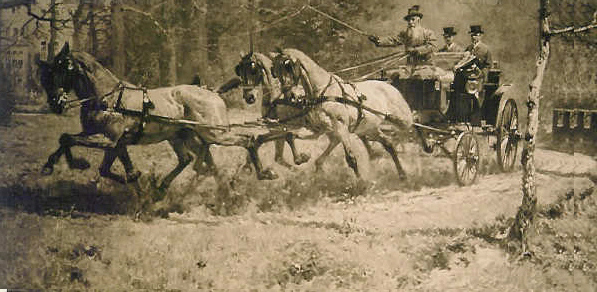
Viererzug des Werner Graf von Alvensleben – Foto eines Gemäldes von Prof. Koch

Sportlich tat er sich als einer der besten Viererzugfahrer seiner Zeit hervor und gewann als solcher zahlreiche Preise. Noch im Alter von 73 Jahren beteiligte er sich erfolgreich an einem Turnier anlässlich des 25-jährigen Regierungsjubiläums von Kaiser Wilhelm II. im Berliner Stadion. Dieser war häufig Gast auf den Jagden in Neugattersleben und 1889 Pate der jüngsten Tochter Wilhelmine. Als die Hausfrau Anna, geb. von Veltheim, 1897 starb, stiftete der Kaiser ein Grabdenkmal, das er selbst entwarf und bei dessen Enthüllung er persönlich anwesend war.
Es folgten weitere Ehrungen: Er wurde zum Kammerherren und Schlosshauptmann von Quedlinburg ernannt, am Krönungstag 1901 in den Grafenstand erhoben und er erhielt 1913 den Titel Exzellenz. Daneben bekam er zahlreiche Auszeichnungen, u. a. den Stern zum Roten Adlerorden II. Klasse. Auch war er Rechtsritter des Johanniterordens. Nach dem Ersten Weltkrieg zog er sich im hohen Alter schrittweise aus der Bewirtschaftung seiner Betriebe zurück und übergab sie seinem vierten Sohn Bodo.